# Baltische Beker 2024
De Baltische Beker 2024 was de 30ste editie van de Baltische Beker. Het toernooi werd gehouden op 8 en 11 juni. IJsland was de titelverdediger, deze editie nam het land niet deel. Het Faeröers voetbalelftal nam deze editie voor het eerst deel. De drie Baltische Staten vervolledigden het deelnemersveld wat hiermee op vier teams kwam te staan. Het toernooi bestond uit twee rondes; twee halve finale wedstrijden en een finale. De verliezende halve finalisten speelden tegen elkaar voor de derde plaats.
Estland won het toernooi voor de vijfde keer, voor het laatst in 2021.

## Overzicht
|  | halve finale | halve finale |       |         | finale       | finale |
|  |              |              |       |         |              |        |
|  | Liepāja      |              |       |         |              |        |
|  | Letland      | 0            |       |         |              |        |
|  | Litouwen     | 2            |       |         |              |        |
|  |              |              |       |         |              |        |
|  |              |              |       |         | Kaunas       |        |
|  |              |              |       |         | Litouwen     | 1 (3)  |
|  |              | Estland      | 1 (4) |         |              |        |
|  |              |              |       |         |              |        |
|  |              |              |       |         | derde plaats |        |
|  | Tallinn      | Tallinn      |       | Liepāja | Liepāja      |        |
|  | Estland      | 4            |       | Letland | 1            |        |
|  | Faeröer      | 1            |       |         | Faeröer      | 0      |